# Clarkston Heights-Vineland
Clarkston Heights-Vineland è un census-designated place (CDP) degli Stati Uniti d'America, situato nello stato di Washington, nella contea di Asotin.